# Соматическая гипермутация
Сомати́ческая гипермута́ция (англ. Somatic hypermutation) — один из молекулярных механизмов, обеспечивающих разнообразие антител. За счёт соматической гипермутации создаётся разнообразие B-клеточных рецепторов и антител, благодаря чему увеличивается спектр антигенов, которые может распознать адаптивная иммунная система. В ходе соматической гипермутации в вариабельных участках генов иммуноглобулинов происходит множество точечных мутаций. В отличие от мутаций в клетках зародышевой линии, мутации, появившиеся в результате соматической гипермутации, не передаются потомкам и имеются только в геномах B-клеток. Если соматическая гипермутация затрагивает участки, отличные от тех, которые кодируют вариабельные домены иммуноглобулинов, развиваются B-клеточные лимфомы и другие формы онкологических заболеваний.

## Механизм
После распознавания антигена B-клетка приступает к пролиферации. В ходе клеточных делений локус, кодирующий B-клеточный рецептор, характеризуется повышенной частотой точечных мутаций, которая в 105—106 раз превышает частоту мутаций в других участках генома. Как правило, в ходе соматической гипермутации изменяются азотистые основания, вставки и делеции происходят реже. Мутации особенно часто затрагивают гипервариабельные участки в составе последовательности, кодирующей участки, определяющие комплементарность, в составе вариабельных доменов иммуноглобулинов, взаимодействующих с антигеном. Контекст, который наиболее благоприятен для внесения мутации, зависит от основания: G чаще всего мутирует в контексте RGYW, C — WRCY, A — WA, T — TW. Конечный итог соматической гипермутации зависит от действия систем репарации. Направленная гипермутация позволяет отбирать B-клетки, которые обладают повышенным сродством к данному антигену.

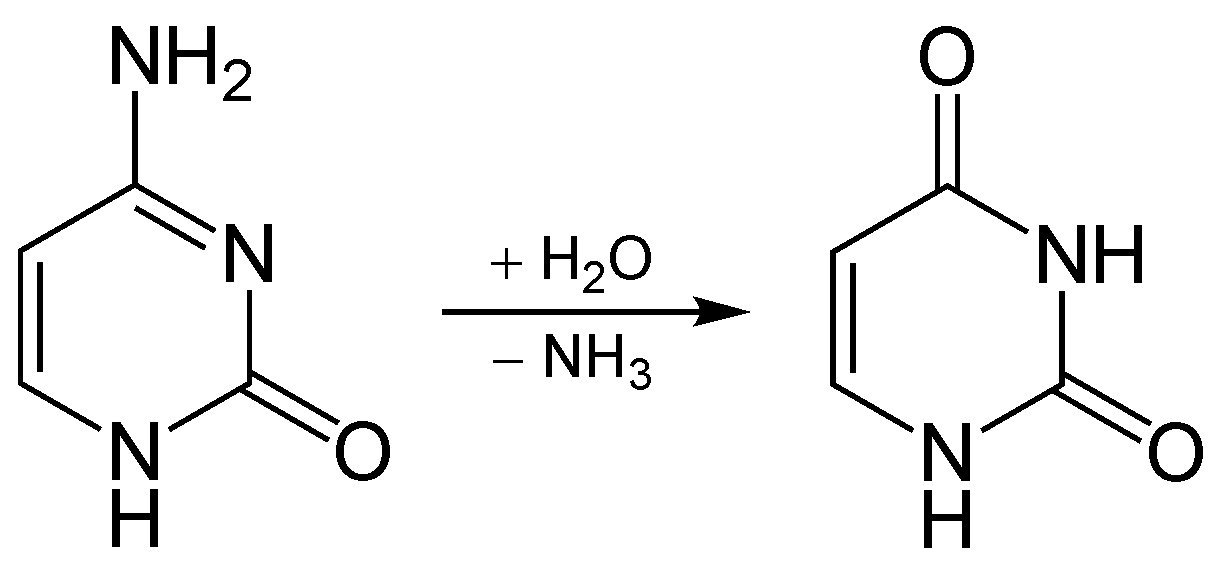
Реакция дезаминирования цитозина с образованием урацила

В основе соматических гипермутаций лежит реакция дезаминирования цитозина в составе ДНК до урацила, который имеется в РНК вместо тимина. Эту реакцию катализирует фермент, известный как индуцируемая активацией цитидиндезаминаза. В результате действия фермента пара гуанин: цитозин заменяется на гуанин: урацил. Поскольку урацил в норме не встречается в ДНК, такие замены репарируются по пути эксцизионной репарацией оснований. Остатки урацила удаляет фермент репарации урацил-ДНК-гликозилаза. Для заполнения образовавшейся бреши привлекаются ДНК-полимеразы, склонные к ошибкам, и в результате их работы возникают точечные мутации.
Появление точечных мутаций в быстро пролиферирующих B-клетках приводит к образованию тысяч новых B-клеток, несущих слегка отличающиеся последовательности, кодирующие вариабельные домены. Эти клетки имеют немного отличающиеся B-клеточные рецепторы с разной специфичностью к антигенам, и в ходе отбора остаются те B-клетки, рецепторы которых имеют наибольшее сродство к данному антигену. B-клетки, несущие рецепторы с наибольшим сродством к антигену, дифференцируются в плазматические клетки, секретирующие антитела, и B-клетки памяти, которые обеспечивают быстрый адаптивный иммунный ответ при повторном заражении тем же патогеном.
Помимо мутаций, связанных с превращением цитозина в урацил, свой вклад в увеличение разнообразия антител вносит редактирование РНК иммуноглобулинов, при котором аденозин переходит в инозин (I).
Существуют свидетельства в пользу другого механизма соматической гипермутации, который подразумевает синтез кДНК с пре-мРНК иммуноглобулинов, синтезированной с ошибками, и интеграцию мутантной кДНК в соответствующий локус в хромосоме вместо немутантного фрагмента (то есть обратную транскрипцию). Было высказано предположение, что синтез кДНК начинается после A → I редактирования пре-мРНК, и после интеграции мутантной кДНК в хромосому в изменённом куске в парах A-T соотношение аденозина и тимина в кодирующей цепи смещается в сторону тимина, что и характерно для локусов, подвергающихся соматической гипермутации и гипермутации при раке.